# Операциони задаци
Операциони задаци су у третману усмереном на задатак, врста задатака који усмеравају клијента на одређену акцију. Ови задаци не спадају у опште и свакодневне задатке и представљају својеврстан тест спремности и мотивисаности клијента да се ангажује у разрешењу сопствених проблема.